# Прорвич, Бронислав Федотович
Бронислав Федотович Прорвич (28 марта 1930, Бобруйск) — советский кларнетист.

## Биография
Окончил музыкальное училище при Московской консерватории (1948), Московскую консерваторию имени Чайковского (1953). С 1953 артист оркестра Большого театра СССР.

В 1955 лауреат Всемирного фестиваля молодёжи и студентов в Варшаве.

Автор переложенных 6 пьес Скрябина (1956), 5 пьес Дебюсси (1958), пьес из балетов «Золушка» (4) и «Ромео и Джульетта» (4) Прокофьева.

## Сочинения
- «Основы техники игры на саксофоне» Для учащихся муз. школ, училищ и нач. курсов консерваторий. — М. : Музыка, 1977.
- «Хрестоматия для саксофона-альта» [Ноты], 2005